# El Carmen de Chucurí
El Carmen de Chucurí – miasto w Kolumbii, w departamencie Santander.